# Воскресенский собор (Буэнос-Айрес)
Воскресе́нский собо́р (исп. Catedral de la Resurrección) — кафедральной собор Каракасской и Южно-Американской епархии Русской православной церкви заграницей, расположенный в Буэнос-Айресе.

## История
Вопрос о строительстве в Буэнос-Айрес православного собора Русской Зарубежной церкви возник в начале 1948 года, когда управляющий приходами РПЦЗ в Аргентине протопресвитер Константин Изразцов вместе с Свято-Троицким храмом и другим имуществом в Аргентине перешёл в юрисдикцию Северо-Американской митрополии, что было расценено как раскол.
Для русскоязычной Буэнос-Айресской паствы был основан приход Воскресения Христова. Первоначально он располагался в съёмном частном доме на улице Облигадо, который был оборудован под храм. Откуда приход переехал в подвал закрытой католической школы.
При архиепископе Иоасафе (Скородумове) были предприняты первые попытки организовать сбор средств на постройку собственного храма, однако поначалу они не увенчались успехом из-за тяжёлого материального положения русской паствы в Аргентине.
В конце 1955 года на Буэнос-Айресскую и Аргентинскую епархию был назначен епископ Афанасий (Мартос), который организовал инициативную группу для постройки кафедрального собора.
6 мая 1956 года в день престольного праздника кафедрального в подвальном храме Воскресения Христова епископ Афанасий объявил с церковного амвона о строительстве собора и призвал верующих жертвовать на это дело и помочь в строительстве «своими силами». Тогда среди русских эмигрантов в Аргентине было много архитекторов, инженеров и техников-строителей, которые могли профессионально помочь в строительстве. Стали поступать пожертвования. В конце года после долгих поисков был приобретён подходящий участок.
В октябре октября 1957 года епископ Афанасий освятил площадь и совершил закладку нового собора на улице Нуньес.
Для выбора проекта храма был объявлен конкурс, на который поступило около десяти проектов. Жюри под председательством архиепископа Афанасия выбрало два, которые затем были сведены в один. Автором итоговых проекта и чертежей собора стал инженер Н. В. Баумгартен. Сам архиепископ Афанасий помогал на стройке, возя кирпичи и песок на тачке.
Архиепископ Афанасий (Мартос) так вспоминал о строительстве собора:

Дружно помогали в этом деле добрые люди одни деньгами, а другие работой. Имена всех их увековечены на таблице внутри собора для общего сведения всех и для молитвенного поминовения. Всю железобетонную конструкцию сделал г. Леонтьев жертвенно, бесплатно, как равно и многие работники. Большие пожертвования деньгами и покупкой необходимого для ризницы и благоукрашения храма внесла антиквар Павла Н. Кенигсберг. Сам я трудился физически, не гнушаясь никакой тяжёлой и грязной работы. <…> Сам всячески трудился с каменщиками четыре года. Господь дал силу и способность. В данном случае мне приходилось делать работы, как каменщицкие: кладка кирпича и штукатурка, столярные работы и др., которые в жизни мне и не приходилось делать.

В апреле 1958 года на Пасху в строящемся храме было совершено первое богослужение; с июня того же года в соборе совершились регулярные Богослужения.
16 июля 1960 года Воскресенский собор был торжественно освящён.
За храмом был построен приходской дом с залом и служебными помещениями на первом этаже и жилым помещением для архиерея — на втором.
8 мая 1988 года в рамках торжеств по случаю 1000-летия крещения Руси в Воскресенском кафедральном соборе состоялась Божественная Литургия, которую возглавил Архиепископ Лавр (Шкурла), секретарь Синода РПЦЗ, при сослужении всего клира РПЦЗ в Буэнос-Айресе.
24 июля 1988 года, в Воскресенском кафедральном соборе состоялась Божественная Литургия, возглавленная митрофорным протоиереем Владимиром Скалон, в сослужении протоиереев Сергия Иванова, Владимира Шленева и Валентина Ивашевича, иерея Игоря Булатова и дьяконов Николая Радиша и Петра Леонтьева. После Литургии был отслужен Благодарственный Молебен, а затем была освящена памятная медная доска, пожертвованная Совещанием Русских Белых Организаций в Аргентине.
4 декабря 2004 года Божественную Литургию в соборе возглавил Первоиерарх РПЦЗ митрополит Лавр (Шкурла). В храме было особенно тесно, так как на богослужение прибыли ученики школы ОРЮР, отменившие свои занятия по случаю праздника.
В 2007 году группа клириков и мирян Южно-Американской епархии, настроенных непримиримо к Московскому Патриархату и Акту о каноническом общении решили перейти в юрисдикцию епископа Агафангела (Пашковского), для чего незаконно исключили настоятеля Воскресенского собора митрофорного протоиерея Владимира Скалона из состава Русской православной конгрегации в Аргентине, заведующей имуществом Русской Зарубежной Церкви в этой стране. Одновременно, некоторые раскольники стали публично и неистово требовать от отца Владимира, после совершаемых им богослужений в Воскресенском кафедральном соборе, чтобы он «ушёл из собора», дабы освободить место для другого священника, уже «назначенного в этот собор епископом Агафангелом из Одессы». Всё это очень плохо отразилось на здоровье протоиерея Владимира, который сильно от этого страдал, иногда до слёз.
2 ноября 2008 года в рамках дней России в странах Латинской Америки митрополит Восточно-Американский и Нью-Йоркский Иларион (Капрал), митрополит Аргентинский и Южно-Американский Платон (Удовенко), архиепископ Хустский и Виноградовский Марк (Петровцы), епископ Домодедовский Евтихий (Курочкин), епископ Каракасский Иоанн (Берзинь) совершили в Воскресенском соборе Божественную литургию. Им сослужили члены прибывшей в Аргентину для участия в Днях России делегации в священном сане, клирики Воскресенского собора, а также духовенство Аргентинской и Южно-Американской епархии Московского Патриархата. За литургией пел хор Московского Сретенского монастыря.
В 2009 году Генеральная Инспекция Юстиции Аргентины не утвердила проект реформ Устава Конгрегации и вследствие этого не признала законным новый состав Правления Конгрегации, преждевременно и незаконно выбранный на их основании, подчеркнув, что протоиерей Владимир Скалон продолжает быть её законным председателем. Тогда раскольники подали в суд на Генеральную Инспекцию Юстиции, обжаловав это её решение.
15 апреля 2010 года Гражданский апелляционный суд Аргентины отклонил апелляцию группы, пытавшейся захватить Русскую православную конгрегацию в Аргентине (Congregacion Ortodoxa Rusa de la Argentina).
25 апреля 2010 года прошли торжества по случаю 50-летия со дня освящения кафедрального собора Воскресения Христова в Буэнос-Айресе. Кафедральный Собор получил в дар от Синода РПЦЗ напрестольный крест и икону святого Сергия Радонежского. Митрополит Платон (Удовенко) вручил в дар Собору икону Царственных Мучеников.
22 мая 2010 года скончался многолетний клирик и ключарь собора митрофорный Владимир Скалон, которой ещё в сане диакона участвовал в его освящении в 1960 году.
С 2011 по 2014 год в Соборе и в церковном здании проводились ремонтные работ. Была полностью ремонтирована вся крыша над храмом, покрашены свод и верхняя часть внутренних стен храма, ремонтирован и покрашен архиерейский кабинет и установлено в нём охлаждение, были проверены электрические провода и частично проведены новые, в 2013 году наново покрашена нижняя часть фасада храма и входные ворота в храм и в церковный двор, а также и все стены, двери и окна переднего двора. К июню 2014 года были ремонтированы и покрашены стены и пол внутреннего заднего двора за церковным зданием, а также полностью заменена крыша навесов во дворе.

## Галерея

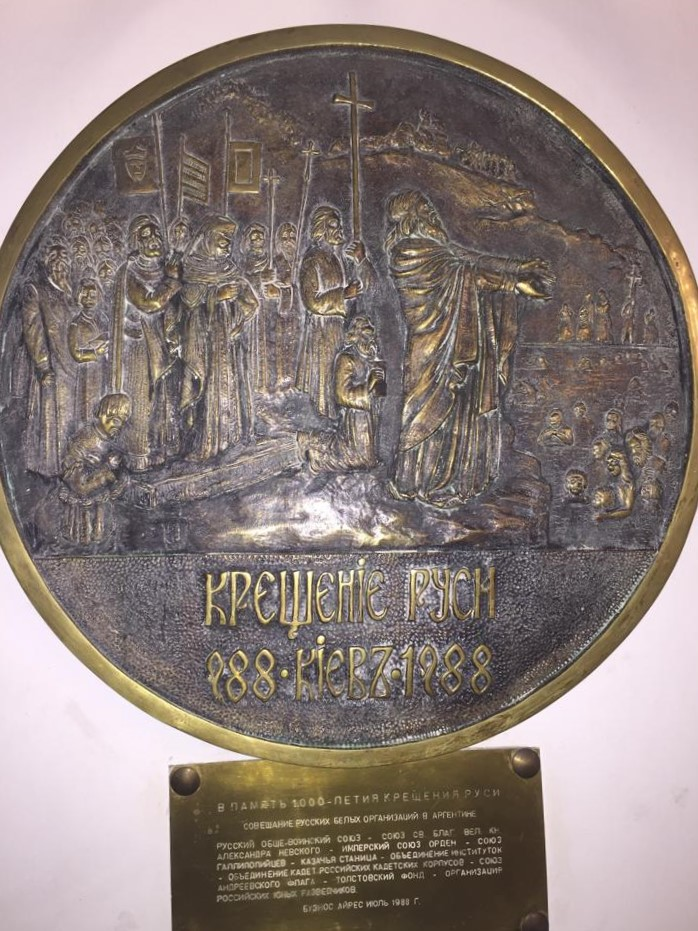
Медный медальон на стене Воскресенского Собора, отлитый русскими Белыми организациями Буэнос-Айреса в честь 1000-летя Крещения Руси в 1988 году
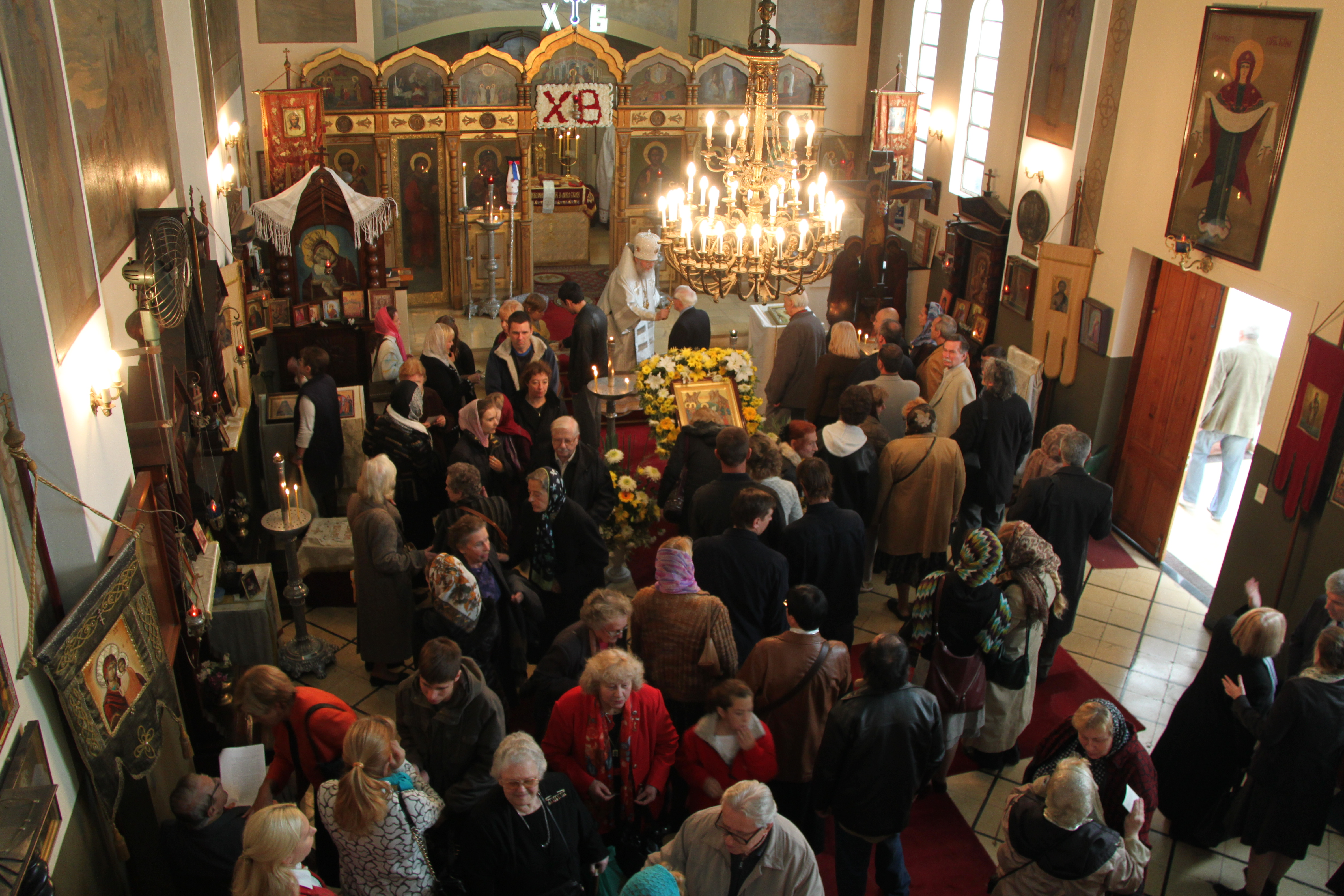
Полный людей храм во время праздненств 50-летия Воскресенского Собора в Буэнос-Айресе